# سباق الطريق لنخبة الرجال - بطولة أوروبا للدراجات 2018
سباق الطريق لنخبة الرجال - بطولة أوروبا للدراجات 2018 (بالإنجليزية: 2018 European Road Championships – Men's elite road race)‏ هو سباق دراجات هوائية، وهو الموسم رقم 3 من السباق، وأقيم في 12 أغسطس 2018، وامتدّ لمسافة 230.4 كيلومتر، وهو أحد سباقات بطولة أوروبا للدراجات 2018، وهو من نوع سباق الدراجات، وقد شارك في السباق 136 متسابقاً ووصل إلى نهايته 51 متسابقاً.
فاز فيه بالمركز الأول ماتيو ترينتين، وبالمركز الثاني ماثيو فان دير بيل، وبالمركز الثالث فاوت فان آرت.

## التصنيف العام النهائي
| \| التصنيف العام \| التصنيف العام \| التصنيف العام \| التصنيف العام \| التصنيف العام \| \| العداء \| العداء \| الفريق \| الوقت \| \| \| ------------- \| ---------------------- \| ---------------------------------------------------- \| ------------- \| ------------- \| \| 1 \| ماتيو ترينتين \| فريق إيطاليا لركوب الدراجات للرجال 2018 [الإنجليزية]‏ \| 5 س 50 د 02 ث \| \| \| 2 \| ماثيو فان دير بيل \| 2018 فريق هولندا لركوب الدراجات [لغات أخرى]‏ \| + 0 ث \| \| \| 3 \| فاوت فان آرت \| فريق بلجيكا لركوب الدراجات للرجال [لغات أخرى]‏ \| + 0 ث \| \| \| 4 \| خيسوس هييرادة \| 2018 فريق إسبانيا لركوب الدراجات للرجال [لغات أخرى]‏ \| + 0 ث \| \| \| 5 \| دافيد سيمولاي \| فريق إيطاليا لركوب الدراجات للرجال 2018 [الإنجليزية]‏ \| + 0 ث \| \| \| 6 \| شاندرو ميوريس \| فريق بلجيكا لركوب الدراجات للرجال [لغات أخرى]‏ \| + 7 ث \| \| \| 7 \| مايكل ألباسيني \| فريق سويسرا لركوب الدراجات 2018 [لغات أخرى]‏ \| + 7 ث \| \| \| 8 \| بيير لوك بيريشون \| فريق فرنسا لركوب الدراجات للرجال [لغات أخرى]‏ \| + 7 ث \| \| \| 9 \| Nico Denz [الإنجليزية]‏ \| فريق ألمانيا لركوب الدراجات للرجال 2018‏ \| + 25 ث \| \| \| 10 \| ماوريتس لامرتينك \| 2018 فريق هولندا لركوب الدراجات [لغات أخرى]‏ \| + 2 د 15 ث \| \| |                   |                                          |               |  |
| |                   |                                          |               |  |
| مصادر: ProCyclingStats Cycling Quotient |                   |                                          |               |  |
| التصنيف العام |                   |                                          |               |  |
| العداء | العداء            | الفريق                                   | الوقت         |  |
| 1 | ماتيو ترينتين     | فريق إيطاليا لركوب الدراجات للرجال 2018 ‏ | 5 س 50 د 02 ث |  |
| 2 | ماثيو فان دير بيل | 2018 فريق هولندا لركوب الدراجات ‏         | + 0 ث         |  |
| 3 | فاوت فان آرت      | فريق بلجيكا لركوب الدراجات للرجال ‏       | + 0 ث         |  |
| 4 | خيسوس هييرادة     | 2018 فريق إسبانيا لركوب الدراجات للرجال ‏ | + 0 ث         |  |
| 5 | دافيد سيمولاي     | فريق إيطاليا لركوب الدراجات للرجال 2018 ‏ | + 0 ث         |  |
| 6 | شاندرو ميوريس     | فريق بلجيكا لركوب الدراجات للرجال ‏       | + 7 ث         |  |
| 7 | مايكل ألباسيني    | فريق سويسرا لركوب الدراجات 2018 ‏         | + 7 ث         |  |
| 8 | بيير لوك بيريشون  | فريق فرنسا لركوب الدراجات للرجال ‏        | + 7 ث         |  |
| 9 | Nico Denz ‏        | فريق ألمانيا لركوب الدراجات للرجال 2018‏  | + 25 ث        |  |
| 10 | ماوريتس لامرتينك  | 2018 فريق هولندا لركوب الدراجات ‏         | + 2 د 15 ث    |  |

## وصلات خارجية
- لمحة عن سباق سباق الطريق لنخبة الرجال - بطولة أوروبا للدراجات 2018 على موقع  ProCyclingStats   (برو  سايكلنج  ستاتس) - إحصاءات  محترفي  الدراجات.
- سباق الطريق لنخبة الرجال - بطولة أوروبا للدراجات 2018 على موقع إحصائيات الدراجات الإحترافية (الإنجليزية)